# خط طول 143° غرب
خط طول 143° غرب هو أحد خطوط الطول الجغرافية، والتي تمتد من القطب الشمالي الجغرافي إلى القطب الجنوبي الجغرافي، وحسب التحويل الزمني يتأخر خط طول 143° غرب عن خط غرينتش بـ9 ساعات و32 دقيقة.

## من القطب إلى القطب
Starting في the القطب الشمالي و heading south to the القطب الجنوبي, the 143rd meridian west passes through:
| الإحداثيات                           | البلد أو الإقليم أو البحر | ملاحظات |
| ------------------------------------ | ------------------------- | --- |
| 90°0′N 143°0′W / 90.000°N 143.000°W  | المحيط المتجمد الشمالي    | |
| 73°22′N 143°0′W / 73.367°N 143.000°W | بحر بيوفورت               | |
| 70°5′N 143°0′W / 70.083°N 143.000°W  | الولايات المتحدة          | ألاسكا |
| 60°5′N 143°0′W / 60.083°N 143.000°W  | المحيط الهادئ             | مرورا بشرق Taenga atoll, تاهيتي (في 16°24′S 143°1′W / 16.400°S 143.017°W) · مرورا بغرب Nihiru atoll, تاهيتي (في 16°43′S 142°53′W / 16.717°S 142.883°W) · مرورا بشرق Marutea Nord atoll, تاهيتي (في 17°0′S 143°3′W / 17.000°S 143.050°W) · مرورا بشرق Reitoru atoll, تاهيتي (في 17°51′S 143°3′W / 17.850°S 143.050°W) · مرورا بشرق Nukutepipi atoll, تاهيتي (في 20°42′S 143°4′W / 20.700°S 143.067°W) |
| 60°0′S 143°0′W / 60.000°S 143.000°W  | المحيط الجنوبي            | |
| 75°31′S 143°0′W / 75.517°S 143.000°W | القارة القطبية الجنوبية   | المطالب الإقليمية بالقارة القطبية الجنوبية |